# Comentaris (Nicèfor Brienni)
Els Comentaris (grec antic: Ὕλη ἱστορίας, Hile historias, ‘Material per a la història’; llatí: Commentarii) són una obra històrica del noble romà d'Orient Nicèfor Brienni a principis del segle xii. Es divideix en quatre llibres i abasta des del 1057 fins al 1081, és a dir, des del regnat d'Isaac I Comnè fins a la deposició de Nicèfor III Botaniates per Aleix I Comnè. Brienni no reeixí a acabar-los abans de la seva mort el 1137, però el material serví de base per a l'Alexíada, una obra molt més famosa escrita per la seva vídua, Anna Comnena.

## Edicions
- 1661: edició prínceps
- 1836: Bonn (Corpus Scriptorum Historiae Byzantinae)
- 1975: Brussel·les
- 1996: Dimitris Tsungarakis i Déspina Tsuklidu, Νικηφόρος Βρυέννιος: Ύλη ιστορίας. Atenes: Kanakis